# Theoni V. Aldredge
Theoni V. Aldredge, nata Theoni Athanasiou Vachlioti (Salonicco, 22 agosto 1922 – Stamford, 21 gennaio 2011), è stata una costumista e scenografa greca.

## Biografia
Ha vinto il Premio Oscar nel 1975 e ha ricevuto altre due volte la nomination: nel 1961 e nel 1963.
Nel 1973 ha vinto il Premio BAFTA.
È ricordata particolarmente per i suoi costumi nei film Ghostbusters - Acchiappafantasmi (1984), Quinto potere (1976), Annie (1982), Il grande Gatsby (1974) e Fedra (1962).
Inoltre è stata molto attiva anche a teatro e ha disegnato i costumi per oltre un centinaio di opere di prosa e musical a Broadway. Per il suo lavoro sulle scene newyorchesi ha ricevuto quindici candidature al Tony Award ai migliori costumi, vincendolo tre volte: nel 1977 per Annie, nel 1980 per Barnum e nel 1984 per La Cage aux Folles.